# 홍용명
홍용명(1932년 ~ )은 대한민국에서 1940 ~1950년대 활동한 피겨 스케이팅 선수이다. 1948년 한국의 첫 피겨 대회(전국여자피겨선수권대회)에서 우승하면서, 한국 최초의 피겨스케이팅 선수권 대회 우승자가 된다. 1957년 선수 생활을 은퇴한다.

## 생애

### 유년 시기
홍용명은 평안남도 안주에서 태어났다. 일제강점기에 부친을 따라 중국 베이징으로 갔고,베이징에서 초등학교 1학년에 재학하는 시절 피겨 스케이팅에 소질이 있다는 학교 선생님의 조언을 듣고 피겨 스케이팅을 시작한다.

### 선수 시절
1945년 8·15 광복 직후 한국으로 귀국하였고 이화여자중학교에 피겨 특기생으로 입학하게 된다. 1945년에 창단된 이화여자중학교의 피겨 스케이팅부의 창단 멤버이기도 하다.
홍용명은 한국에서 겨울이면 서울 덕수궁이나 창경원 연못의 빙판에서 피겨 스케이팅을 연습했다. 빙판에서 연습할 당시 부츠끈을 묶어주려 남학생들 사이에서 몸싸움이 일어날 정도로 인기가 대단했다.
1948년에 대한민국에서 처음 열린 피겨스케이팅 대회인 '전국 여자 피겨 선수권대회'에서 1위를 하면서 한국 최초 여자 피겨 선수권 대회 우승자이 된다.
그러나 홍용명이 고등학교에 재학 당시 한국 전쟁(6·25 전쟁, 1950년~1953년)이 발발 하면서 잠시 피겨를 중단한다. 전쟁이 끝난 뒤 그녀는 주변의 권유로 대학에서 다시 피겨를 계속하게 된다.
홍용명이 선수로 활동하던 1950년대에는 한국에 실내 스케이트장이 단 한 곳조차 없을 정도로 환경이 열악했다. 그 당시 홍용명의 집안 사정도 넉넉하지 못했지만 피겨에 대한 애착으로 그녀는 매년 겨울이면 한강과 덕수궁 등에서 연습했다. 기온이 올라가서 서울에서 피겨를 탈 수 없을 때는 멀리 강원도 철원이나 화천까지 가서 피겨를 탔지만 이마저도 빙상장이 아닌 실외의 연못에서 탔기 때문에 1년에 3개월 정도만 연습할 수 있었다. 홍용명이 훈련을 할 수 있었던 동기는 가끔 열리는 전국 선수권 대회 때문이었다. 그 때를 생각하면서 그녀는 인터뷰에서 "당시에는 대회라고 말하기도 부끄러울 정도였죠. 얼음이 얼면 한강에서 선수 몇 명이 대회를 치렀으니까요. 많은 사람들이 구경을 왔고, 코치도 없이 잡지책 보고 포즈 몇 번 잡아보면서 익힌 기술을 대단한 것으로 생각하면서 박수쳐주던 사람들이 고마웠을 따름이었어요."라고 말했고 또한 "당시에는 1회전 점프만 뛰어도 대단한 일이었다"라고 말했다.
1948년의 전국여자피겨선수권대회 첫 1위 이후에도 1955년 ~ 1957년 3년간 전국선수권대회 및 동계체전에서 1위를 차지한다.
1953년에는 제자 5명과 함께 일본 삿포로로 전지 훈련을 떠나기도 한다.
1957년에 전국여자피겨선수권 대회 우승 이후 선수 생활을 은퇴한다.

### 선수 은퇴 후 후배 양성
1957년 선수 생활 은퇴 이후 1980년까지 대한빙상경기연맹에서 피겨 스케이팅 지도자로 후진 양성에 힘썼다.
1967년에 홍용명은 여자 싱글 피겨스케이팅 선수 장명수를 데리고 세계 피겨스케이팅 선수권대회가 열리던 오스트리아 빈에 갔다. 그러나 장명수(당시 11세)의 연령 미달로 인해 출전이 안되었다. 그러나 홍용명은 장명수가 시범경기라도 할 수 있도록 주최측에 허가를 받아내어 한국에서 가져간 색동저고리를 입혀 특별 출연하게 하였고 이는 유럽에 생중계되기도 한다.
1972년 삿포로 동계올림픽에 홍용명이 제자 장명수를 이끌고 출전했다.

### 지도자의 길 은퇴 이후
1980년까지 대한빙상경기연맹에서 피겨 스케이팅 지도자로 후진 양성에 힘썼다. 그 이후 활동으로는 2010년 2월 27일 대한민국 전주에서 개최된 4대륙 피겨 스케이팅 선수권 대회에 원로 자격으로 전주에 가기도 한다.
2010년 2월 26일에 김연아가 올림픽에서 금메달을 딴뒤 홍용명은 김연아에 대해 "2005년부터 연아의 재능을 알고 큰 일을 할 것으로 믿었다. 오래 살다 보니 이런 기쁜 날을 맞게 됐다"고 한 인터뷰에서 말했다.
홍용명은 1991년부터 강원도 삼척에 살았고 현재까지 거주하고 있다.

## 수상
- 1948년 전국여자피겨선수권대회 우승[5]
- 1955년~1957년 전국선수권대회 및 동계체전에서 1위[8]